# Chirigota
La chirigota es una agrupación musical coral del Carnaval en España que canta principalmente por las calles ofreciendo coplas humorísticas a la ciudad.
Las chirigotas canta coplas y poseen unas formas musicales muy simples procedentes del pasodoble, la rumba, el tanguillo, la seguidilla, la jota, la isa canaria, etc. Las letrillas inventadas ad-hoc se acoplan a esta música y tratan de muy diversos temas, centrándose sobre todo en la actualidad, tanto política como de la prensa del corazón. En muchos carnavales del mundo se celebran concursos donde los grupos compiten por diversos premios, valorándose principalmente tres aspectos: el vestuario o presentación, la calidad de las voces y la agudeza de las letras.
El objetivo principal de la chirigota es hacer crítica social y política a través de la música y el cachondeo.

## Madre
El concurso oficial de agrupaciones carnavalescas (COAC) se celebra en el Gran Teatro Falla, donde las chirigotas comparten escenario con otras tres modalidades de agrupaciones: los coros de carnaval, las comparsas y los cuartetos carnavalescos.
La chirigota está compuesta por un máximo de 12 componentes y un mínimo de 7, que interpretan el repertorio como mínimo a dos voces. La voz que suele usar la chirigota es el tenor, que lleva la melodía. Esta voz se acompaña de segundas voces, como por ejemplo, la segunda (barítono), el contralto, la tercera (descendencia de la segunda), la octavilla y a veces con bajos. La chirigota se acompaña musicalmente de un bombo, una caja, dos guitarras y de los güiros. El repertorio que interpretan las chirigotas que se presentan al Concurso Oficial de Agrupaciones Carnavalescas consta de una presentación (no necesariamente con música inédita) que esté relacionada con el tipo (disfraz) que lleva esa agrupación, dos pasodobles (con música original de la agrupación), dos cuplés (con música original), un estribillo (cantados al final de cada cuplé y también originales) que esté relacionado con el tipo de la agrupación y con un popurrí (dividido en cuartetas) que también hace referencia al tipo de forma burlesca y humorística. En la chirigota, a diferencia de las comparsas y los coros de carnaval, lo que más puntos da a la agrupación son los dos cuplés más el estribillo.
Los premios de chirigotas de los últimos años son:
|      | 1.er Premio | 2.º Premio | 3.er Premio |
| ---- | --- | --- | --- |
| 2024 | Te he dicho 1.748.654 veces que no soy exagerao (Los exageraos) de los Villegas                                                                 | El Grinch de Cadi de Juan Manuel Braza Benítez (el Sheriff)                                                                                           | La callejera invisible de Jesús Selma (Melli) y José Molina |
| 2023 | Amo escuchá, chirigota callejera de Jesús Selma (Melli) y José Molina                                                                           | Los viñanos de Manuel Santander Grosso (Manolín Santander), José Manuel Sánchez Reyes y Carlos Pérez                                                  | To me pasa a mí: los desgraciaítos de Fermín Coto y Antonio Domínguez (Antoñito)                                                                                |
| 2022 | La misión, el evangelio según Santander de Manuel Santander Grosso (Manolín Santander)                                                          | Los Caraduras de Cai de Juan Manuel Braza Benítez (el Sheriff)                                                                                        | Los Cuarentenas principales de Juan Luis Soto (el Cascana) |
| 2021 | No se celebró el COAC debido a la pandemia de COVID-19                                                                                          | No se celebró el COAC debido a la pandemia de COVID-19                                                                                                | No se celebró el COAC debido a la pandemia de COVID-19 |
| 2020 | Los #Cadizfornia de José Antonio Vera Luque (el Vera)                                                                                           | No aguantamos más... vamos de impacientes de Fermín Coto Raposo y Antonio Jesús Domínguez Rodríguez                                                   | Los Geni de Cadi de Francisco Javier García Rodríguez (Javi, el Ojo), Manuel Enrique García Rosado (Kike Remolino) y Marco Romero                               |
| 2019 | La maldición de la lapa negra de Manuel Santander Cahué                                                                                         | Daddy Cadi de Pablo de la Prida Miranda y José María Barranco Cabrera (el Lacio)                                                                      | Los quemasangre de José Luis García Cossío (el ''Selu'') |
| 2018 | No tenemo el Congo pa farolillos de José Antonio Vera Luque (el Vera)                                                                           | Cai de Miarma de Juan Luis Soto (el Cascana) | Grupo de guasa de José Luis García Cossío (el ''Selu'') |
| 2017 | Los del planeta rojo, pero rojo, rojo de José Antonio Vera Luque (el Vera)                                                                      | Los de Cádiz Norte de Manuel Santander Cahué. | No te vayas todavía de Antonio Álvarez Cordero (el Bizcocho) y Manuel Santander Grosso.                                                                         |
| 2016 | Si me pongo pesao me lo dices... de José Luis García Cossío (el ''Selu'').                                                                      | Los polvos egipcios de José Antonio Vera Luque (el Vera).                                                                                             | Los sereníssimos de Manuel Benítez Molina y Francisco Javier Macías Tinoco.                                                                                     |
| 2015 | Los superpop (una chirigota ochentera) de José Antonio Vera Luque (el Vera).                                                                    | El que entra no sale del grupo de José Luis Ballesteros Castro (el Love), José Antonio Alvarado y Juan Carlos Vergara.                                | Ahora es cuando se está bien aquí de José Luis García Cossío (el ''Selu'').                                                                                     |
| 2014 | Esto sí que es una chirigota de José Antonio Vera Luque (el Vera).                                                                              | Lo siento Patxi, no todo el mundo puede ser de Euskadi de Juan Antonio Bocuñano Llamas y José Antonio Gómez Rodicio.                                  | Los Georgie Dann de Santa María del Mar de Manuel Enrique García Rosado (Kike Remolino).                                                                        |
| 2013 | Los de gris de Moisés Camacho Ortega y José María Barranco Cabrera (el Lacio).                                                                  | Las verdades del banquero de José Luis García Cossío (el Selu).                                                                                       | Los erasmus poco y parió la abuela de José Antonio Vera Luque (el Vera).                                                                                        |
| 2012 | Los puretas del Caribe de Manuel Álvarez Seda y el grupo de José Luis Ballesteros Castro (el Love)                                              | Viva la Pepi de José Luis García Cossio (Selu) | Los protagonistas de Manuel Enrique García Rosado (Kike Remolino) y Francisco Javier García Rodríguez (Javi, el Ojo)                                            |
| 2011 | Ricas y Maduras de Antonio Pedro Serrano Álvarez (el Canijo de Carmona)                                                                         | Los Joaquín Pamplina, cantautor de la Plaza Mina de Manuel Enrique García Rosado (Kike Remolino) y Francisco Javier García Rodríguez (Javi, el Ojo)   | Los niños cantores de viena ó de manolete de José Antonio Alvarado Ramírez, Juan Carlos Vergara y David Márquez Mateo (el Carapapa)                             |
| 2010 | Los que van por derecho de José Antonio Vera Luque (el Vera)                                                                                    | El escuadrón de los jartibles de Juan Manuel Braza Benítez (el Sheriff)                                                                               | Los que no se enteran de José Luis García Cossío (el Selu) |
| 2009 | Salón de belleza "El Tijerita" de Manuel Álvarez Seda y Manuel Enrique García Rosado (Kike Remolino)                                            | Las muchachas del congelao de Antonio Pedro Serrano Álvarez (el Canijo de Carmona)                                                                    | Los enteraos de José Luis García Cossío (el Selu) |
| 2008 | Las pito-risas de José Manuel Valentín Donda, Manuel Álvarez Seda y Manuel Enrique García Rosado (Kike Remolino)                                | Los monstruos de pueblo de José Guerrero Roldán (el Yuyu) y José Manuel Sánchez Reyes                                                                 | El código Da Viñi de Rafael Valero Castellón, Antonio Rivas Cabañas, Francisco Sánchez Payán (Pacoli) y Antonio Manuel Saenz Sánchez                            |
| 2007 | Los Juan Palómez yo te lo guiso y tu me lo comes de Antonio Pedro Serrano Álvarez (el Canijo de Carmona)                                        | Los prejubilaos del grupo de José Luis Ballesteros Castro (el Love)                                                                                   | Los gladiadores de la Caleta de Francisco Abeijón Ramos (el Carapalo), Antonio Rivas Cabañas, Mario Rodríguez Parra y José Manuel Gálvez Núñez (Manolín Gálvez) |
| 2006 | Los aguafiestas de Juan Manuel Braza Benítez (el Sheriff)                                                                                       | Los que no paran de rajar de José Guerrero Roldán (el Yuyu)                                                                                           | Esto es pa verlo de Manuel Álvarez Seda, Julián Balmón Fernández y José Antonio Alvarado Ramírez                                                                |
| 2005 | Los que salimos por gusto de Antonio Pedro Serrano Álvarez (el Canijo de Carmona)                                                               | Soltero y sin compropiso de José Luis García Cossío (el Selu)                                                                                         | Los doctores Jekyll del grupo de José Luis Ballesteros Castro (el Love)                                                                                         |
| 2004 | Lo que diga mi mujer de José Luis García Cossío (el Selu)                                                                                       | No somos nadie del grupo de José Luis Ballesteros Castro (el Love)                                                                                    | Los valientes de Juan Manuel Braza Benítez (el Sheriff) |
| 2003 | ¡Ay, que malito estoy y que poquito me quejo del grupo de José Luis Ballesteros Castro (el Love)                                                | Los Pringaos de Juan Manuel Braza Benítez (el Sheriff)                                                                                                | Don Quijote Concervantes y Colorantes de Francisco Javier Márquez Mateos y David Márquez Mateos (los Carapapas)                                                 |
| 2002 | ¡Ojú, ya saltó el levante! del grupo de José Luis Ballesteros Castro (el Love)                                                                  | Los que Vinieron de Leningrado porque no era de su agrado de José Guerrero Roldán (el Yuyu)                                                           | Villanciscos Pop-Pulares de José María Barranco Cabrera (el Lacio)                                                                                              |
| 2001 | Tampax goyescas, comparsa fina y segura de José Guerrero Roldán (el Yuyu)                                                                       | El Atlético Agujetas de Manuel Santander Cahué | El que vale vale de José Luis García Cossío (el Selu) |
| 2000 | Los de Capuchinos de Manuel Santander Cahué | Los rockeros de la puebla en concierto de José Guerrero Roldán (el Yuyu)                                                                              | Los enterraores del siglo XX de Francisco Manuel Cárdenas Ruso, Ramón Peñalver Hoyos y Manuel Sánchez Alba (el Noly)                                            |
| 1999 | Los yesterday de Juan Carlos Aragón Becerra | Los pofesionales del grupo de José Luis Ballesteros Castro (el Love)                                                                                  | Los panchitos de Guardalajarra de Juan Manuel Braza Benítez (el Sheriff)                                                                                        |
| 1998 | Los juancojones del grupo de José Luis Ballesteros Castro (el Love)                                                                             | Los arapahoe que joe de José Guerrero Roldán (el Yuyu)                                                                                                | Club de fans de Estrellita Castro de José Manuel Sánchez Reyes y Antonio Martín García                                                                          |
| 1997 | Los aleluyas de Juan Manuel Braza Benítez (el Sheriff)                                                                                          | Banda de música de Cagarrutas del Monte de José Luis García Cossío (el Selu)                                                                          | Blancanieves y los siete enanitos de Francisco Javier Márquez Mateos y David Márquez Mateos (los Carapapas)                                                     |
| 1996 | Una chirigota con clase del grupo de José Luis Ballesteros Castro (el Love)                                                                     | Los bordes del área de José Guerrero Roldán (el Yuyu)                                                                                                 | Las marujas de José Luis García Cossío (el Selu) |
| 1995 | Los lacios de José Luis García Cossío (el Selu)                                                                                                 | Los últimos en enterarse de José Guerrero Roldán (el Yuyu), Erasmo Ubera Morón, José Manuel Sánchez Reyes y Francisco Abeijón Ramos (el Carapalo)     | Los hombres del Neardenthal, ¡Hola que tal! del grupo de José Luis Ballesteros Castro (el Love) y Antonio Martín García                                         |
| 1994 | Las viudas de los bisabuelos de los viejos del 55 de Manuel Sánchez Alba (el Noly), Ramón Peñalver Hoyos y Francisco Manuel Cárdenas Ruso       | Los titis de Cai de José Luis García Cossío (el Selu)                                                                                                 | Caimán Juan Manuel Braza Benítez (el Sheriff) |
| 1993 | Con el sudor del d´enfrente de José Luis García Cossío (el Selu)                                                                                | Partido de Risa Obrero Español del grupo de José Luis Ballesteros Castro (el Love) y Antonio Martín García                                            | Los puestos de h´lao de José Quirós Villalobos, Kiko Nieto Hueto y Diego Corzo Cortés                                                                           |
| 1992 | El que la lleva la entiende de José Luis García Cossío (el Selu), Erasmo Ubera Morón y José Guerrero Roldán (el Yuyu)                           | Bien nos distes coba Cristoba del grupo de José Manuel Romero Pareja (el Petra), Francisco Abeijón Ramos (el Carapalo) y Antonio Martín García        | Salsero sero sero siete y salió el salsero sero sero seis de Francisco Manuel Cárdenas Ruso y José Antonio Pérez Fernández (el Habichuela)                      |
| 1991 | Los príncipes encantados, ¡gracias igualmente! del grupo de José Luis Ballesteros Castro (el Love)                                              | Bebé a bordo del grupo de José Manuel Romero Pareja (el Petra), Francisco Abeijón Rámos (el Carapalo), Manuel Santander Cahué y Antonio Martín García | El concierto del siglo de Juan Rivero Torrejón |
| 1990 | Hasta que la muerte nos separe del grupo de José Manuel Romero Pareja (el Petra), Francisco Abeijón Ramos (el Carapalo) y Antonio Martín García | Los santos inocentes de Juan Rivero Torrejón y José Manuel Prada Durán                                                                                | Salimos de Marte un miércoles para llegar el jueves porque el viernes era fiesta de Fernando Villegas Mejías y José Ignacio Villegas Mejías                     |

y los primeros premios de otros años
- 1989: El crimen del mes de mayo del grupo de José Manuel Romero Pareja (el Petra) y Francisco Abeijón Ramos (el Carapalo).
- 1988: Los combois da pejeta de Lis María Rodríguez Rondán y Enrique Valdivia Bosh.
- 1987: Un montón de guanaminos de Francisco Abeijón Ramos (el Carapalo).
- 1986: Las momias de güete pa gua los niños del grupo de José Luis Ballesteros Castro (el Love).
- 1985: Los brutos secos de Juan Rivero Torrejón y José Castellón Pareja (el Pellejo).
- 1984: Los llaveros solitarios de José Manuel Gómez (el Gómez) y Emilio Rosado Rodríguez.
- 1983: Los tontos no se separan de Juan Rivero Torrejón.
- 1982: Los cruzados mágicos de José Manuel Gómez (el Gómez) y Emilio Rosado Rodríguez.
- 1981: Los marchosos de Fuentegirola de José María Ramos Borrero (Requeté).
- 1980: Los monos sinvergüenzas de Juan Poce Blanco.
- 1979: Los Mulilleros de Cai de Ramón Díaz Gómez "Fletilla".
- 1978: Los de la Madre Pelusa de Ramón Díaz Gómez "Fletilla".
- 1977: Los nuevos demócratas de Rafael López Romo.
- 1976: Los músicos del racataplan de Ramón Díaz Gómez "Fletilla".
- 1975: Los cocineros del pan rallao de Agustín González Rodríguez ('El Chimenea"

### Algunas chirigotas destacadas

#### Los Cruzados Mágicos (1982)
1.er Premio - Chirigotas 1982
- Localidad: Cádiz
- Letra y Música: José Manuel Gómez, Emilio Rosado Rodríguez, Francisco Rosado Rodríguez y Juan Romero " Caracol"
- Dirección: Francisco Rosado Rodríguez
- Clasificación: Primer Premio
- Nombre año anterior: No salieron

Cruzado cruzado
me dice el enemigo

ay cruzado¡
que cruz me ha caio contigo

Chirigota sorprendente que rompió la monotonía existente esos años en la modalidad. El soniquete, la forma de cantar, el estilo abrió paso a un nuevo concepto de chirigota. Llegaron con un repertorio muy fresco y a la vez sencillo, que quedó grabado en la historia sobre todo su popurrit. Este era la historia del cruzado D. Romualdo en un día de playa con su mujer y los niños. Lo verdaderamente peculiar de la historia es que era una historia real en parte y su protagonista llevaba el mismo nombre que un miembro de esa chirigota, el conocido D.Romualdo Pérez Pavón. En sus filas gente como Manolo Padilla, hermano de la popular Paz Padilla, Juan Romero "caracol ", y como no Paco Rosado, autor de otros grupos conocidos con posterioridad a esta aventura chirigotera. Este grupo acudió ininterrumpidamente al concurso hasta el año de Los Cubatas (1986), tras el que descansaron un año. En 1988 volvieron "Los conquistadores de la trastienda Casa Crespo", su última agrupación oficial. En 1996 parte del grupo volvió al concurso con Los astronautas españoles.

#### El que la lleva la entiende (1992)
- Localidad: Cádiz

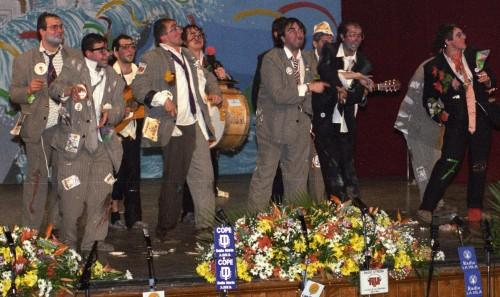
El que la lleva la entiende (1992)

- Letra: Erasmo Ubera Morón, José Guerrero Roldán "Yuyu", José Luis García Cossío
- Música: José Luis García Cossío
- Dirección: José Torres Vela
- Clasificación: Primer Premio
- Nombre año anterior: Época vergüenza

Iba por Canalejas por la acera del muelle

con una risa que me llegaba de oreja a oreja

iba pensando ay Alberti que hermosura de cartel

que carajo es eso Dios mío de mi alma.

Y con el morazo me dio un mareillo

y en la reja del muelle yo me fui a dejar caer

me rompí el careto que pellejazo pegué

cago en los muertos del que echao

la reja pa allá diez metros

Considerada por los autores y componentes del carnaval como una de las mejores chirigotas de la democracia.

#### Los yesterday (1999)
- Localidad: Cádiz
- Letra y música: Juan Carlos Aragón Becerra
- Dirección: Francisco Javier Bohórquez Gutiérrez
- Clasificación: Primer Premio
- Nombre año anterior: Las ruinas romanas de Cádiz

Come on, baby, come on, baby, sexo, drogas y rock&roll,

no hagas la guerra y haz el amor.

Y la hierba, y la hierba, no la pises, fúmala, ...

y menos trabajo y más carnaval,

¡y menos trabajo y más carnaval!

#### Si me pongo Pesao, me lo dices... (2016)
1.er Premio - Chirigotas 2016
- Localidad: Cádiz
- Letra y Música: José Luis García Cossío
- Dirección: José Luis García Cossío
- Clasificación: Primer Premio
- Nombre año anterior: Ahora es cuando se está bien aquí

ten mucho cuidado 
ten mucho cuidado
que esta mañana me he enterado
que hay un gachón por ahí
que te coge por aquí
que te canta que te cuenta
que te llora que te besa
y es que te la da mortal
no te quites de mi lado
no te vaya a coger a ti
que dicen que es muy pesado
pero pesado pesado pesado
José Luis García Cossio

## Albacete
El Auditorio de Albacete de la capital manchega alberga anualmente la Muestra de Chirigotas del Carnaval de Albacete. En él pueden participar aquellos grupos con un mínimo de 10 componentes. Además la chirigota ganadora es representada en la Lectura de la Sentencia durante el Entierro de la Sardina el Miércoles de Ceniza, donde Doña Sardina, acompañada por su cortejo fúnebre, es juzgada, condenada y quemada.

## Región de Murcia
Es la ciudad trimilenaria de Cartagena donde mayor tradición chirigotera existe en toda la Región de Murcia, probablemente por la influencia gaditana traída a la ciudad por los marineros y soldados de reemplazo. 
En los años ochenta, tras el resurgir del Carnaval de Cartagena de la represión franquista, comienzan a crearse las primeras chirigotas en la ciudad, organizando un concurso de chirigotas de ámbito local en el que también participaban chirigotas de fuera de la ciudad. Desde el 2002 se reúnen chirigotas de toda la Región y de comunidades adyacentes en el Concurso Regional de Chirigotas "Ciudad de Cartagena". Son numerosos los grupos chirigoteros que participan en este concurso, en el que cada febrero resuenan en las tablas departamentales las coplas llenas de gracia e ironía que repasan toda la actualidad local, regional y nacional. En sus inicios este concurso se realizaba en el Nuevo Teatro Circo de la ciudad portuaria, pero desde el año 2013 se viene realizando en el Auditorio El Batel, donde el concurso ha ganado en espectacularidad y participación.
En el Teatro Romea se celebra anualmente el Certamen Nacional de Chirigotas Ciudad de Murcia.

## Burgos
En la ciudad castellana de Burgos hay una tradición en la que cada año, la Sociedad Recreativa Castellana congrega en la puerta de la catedral de Burgos a gran número de burgaleses desde 1988 con sus originales chirigotas y disfraces, habiéndose disfrazado con trajes de toreros, peregrinos, templarios, turistas, monaguillos, brujas, etc. Se caracterizan sus disfraces por estar diseñados de arriba abajo por el artista burgalés Román García Rodrigo y haber sido realizados siempre por los miembros de la comparsa.